# Noord-Piceens
Het Noord-Piceens is een taal die in het protohistorische Italië gesproken werd. Ze is bekend uit een handvol korte inscripties uit Picenum en een aantal vindplaatsen ten noorden van deze stad. Het wordt geschreven in het Italisch alfabet. In Picenum werd het blijkbaar naast het Zuid-Piceens gebruikt. Anders dan het Zuid-Piceens is het Noord-Piceens duidelijk geen Italische taal; men gaat er zelfs van uit dat deze taal niet tot de Indo-Europese talen behoort, daar er geen woord van ontcijferd kon worden. Ook een relatie met het Etruskisch is niet aangetoond.

## Stele van Novilara
De bekendste Noord-Piceense inscriptie is de Stele van Novilara. De tekst die op dit kunstwerk is aangebracht luidt als volgt:
 mimnis erut gaarestades rotnem uvlin parten us polem isairon tet sut trat nesi krus tenag trut ipiem rotnes lutuis thalu isperion vul tes rotem teu aiten tasur soter merpon kalatne nis vilatos paten arn uis balestenag ands et sut i akut treten teletau nem polem tisu sotris eus